# Gleb Iwanowitsch Boki

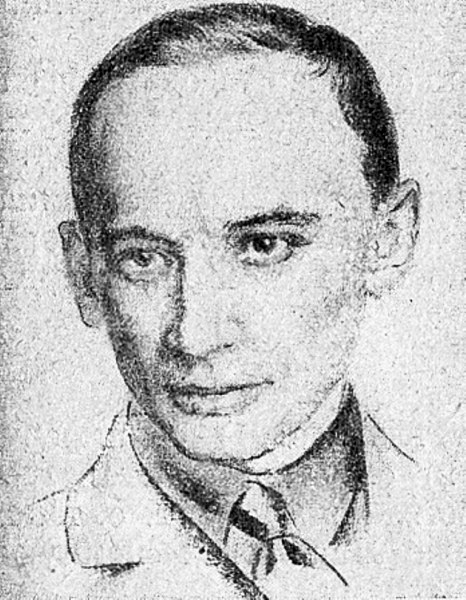
Gleb Iwanowitsch Boki (1936)

Gleb Iwanowitsch Boki (russisch Глеб Иванович Бокий; * 21. Junijul. / 3. Juli 1879greg. in Tiflis; † 15. November 1937 in Moskau) war ein russischer Revolutionär und NKWD-Kommissar.

## Leben
Bokis Vater Iwan Dmitrijewitsch Boki war Chemie- und Physiklehrer und Wirklicher Staatsrat (4. Rangklasse). Boki studierte am St. Petersburger Bergbau-Institut und nahm an der Studentenbewegung teil.
Boki arbeitete im Kampfbund zur Befreiung der Arbeiterklasse mit. 1900 wurde er Mitglied der Sozialdemokratischen Arbeiterpartei Russlands und 1904 Mitglied des St. Petersburger Komitees der Partei. Er beteiligte sich an der Russischen Revolution 1905–1907. Er war zwölfmal verhaftet und verbrachte anderthalb Jahre im Gefängnis sowie zweieinhalb Jahre in der sibirischen Verbannung, wobei er sich eine Tuberkulose zuzog. Seine Parteipseudonyme waren Kusma, Djadja und Maxim Iwanowitsch.
Nach der Februarrevolution 1917 wurde Boki im März 1917 Mitglied des Russischen Büros des Zentralkomitees der Sozialdemokratischen Arbeiterpartei Russlands (Bolschewiki) (RSDRP(B)). Er war Delegierter auf der 7. Allrussischen Konferenz und dem VI. Kongress der RSDRP(B). Von April 1917 bis März 1918 war er Sekretär des Petrograder Komitees der RSDRP(B). Er war aktiver Teilnehmer der Oktoberrevolution in Petrograd und Mitglied des Petrograder Militärrevolutionskomitees. Von Februar bis März 1918 war er Mitglied des Komitees für die revolutionäre Verteidigung Petrograds.

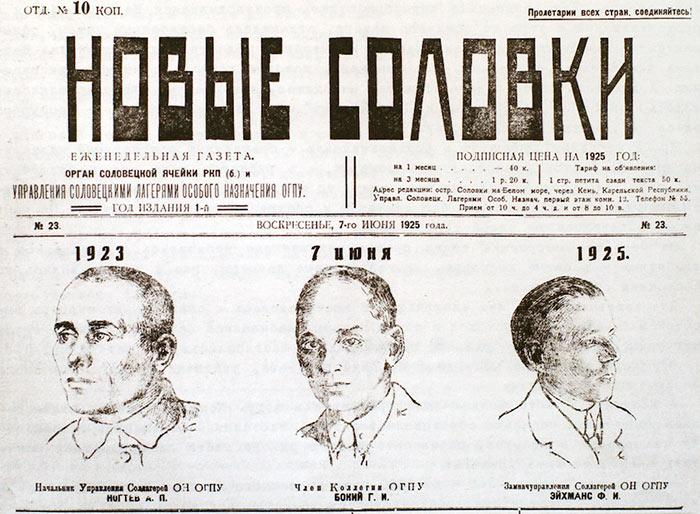
Boki (Mitte) als Mitglied des Kollegiums der OGPU in der Lager-Zeitung „Neue Solowki“ vom 7. Juni 1925.

Im März 1918 wurde Boki Stellvertreter des Vorsitzenden der Petrograder Tscheka Moissei Solomonowitsch Urizki. Als dieser am 30. August 1918 von Leonid Kannegiesser erschossen wurde, war Boki von August bis November 1918 Vorsitzender der Petrograder Tscheka. Zusammen mit Jelena Dmitrijewna Stassowa argumentierte er gegen die von Grigori Jewsejewitsch Sinowjew geforderte Verschärfung des Roten Terrors. Auf dem VII. Kongress der RSDRP(B) (1918) schloss Boki sich den Linken Kommunisten an. 1918–1919 war er Mitglied des Kollegiums des NKWD der RSFSR. 1919 war er Chef der Sonderabteilung der Ostfront der Roten Armee im Russischen Bürgerkrieg. Von September 1919 bis August 1920 war er Chef der Sonderabteilung der Turkestanfront und Mitglied der Turkestan-Kommission des Allrussischen Zentralen Exekutivkomitees und des Rats der Volkskommissare der RSFSR. Von April bis August 1920 war er bevollmächtigter Tscheka-Vorsitzender in Turkestan. Sein Assistent war Fjodor Iwanowitsch Eichmans.

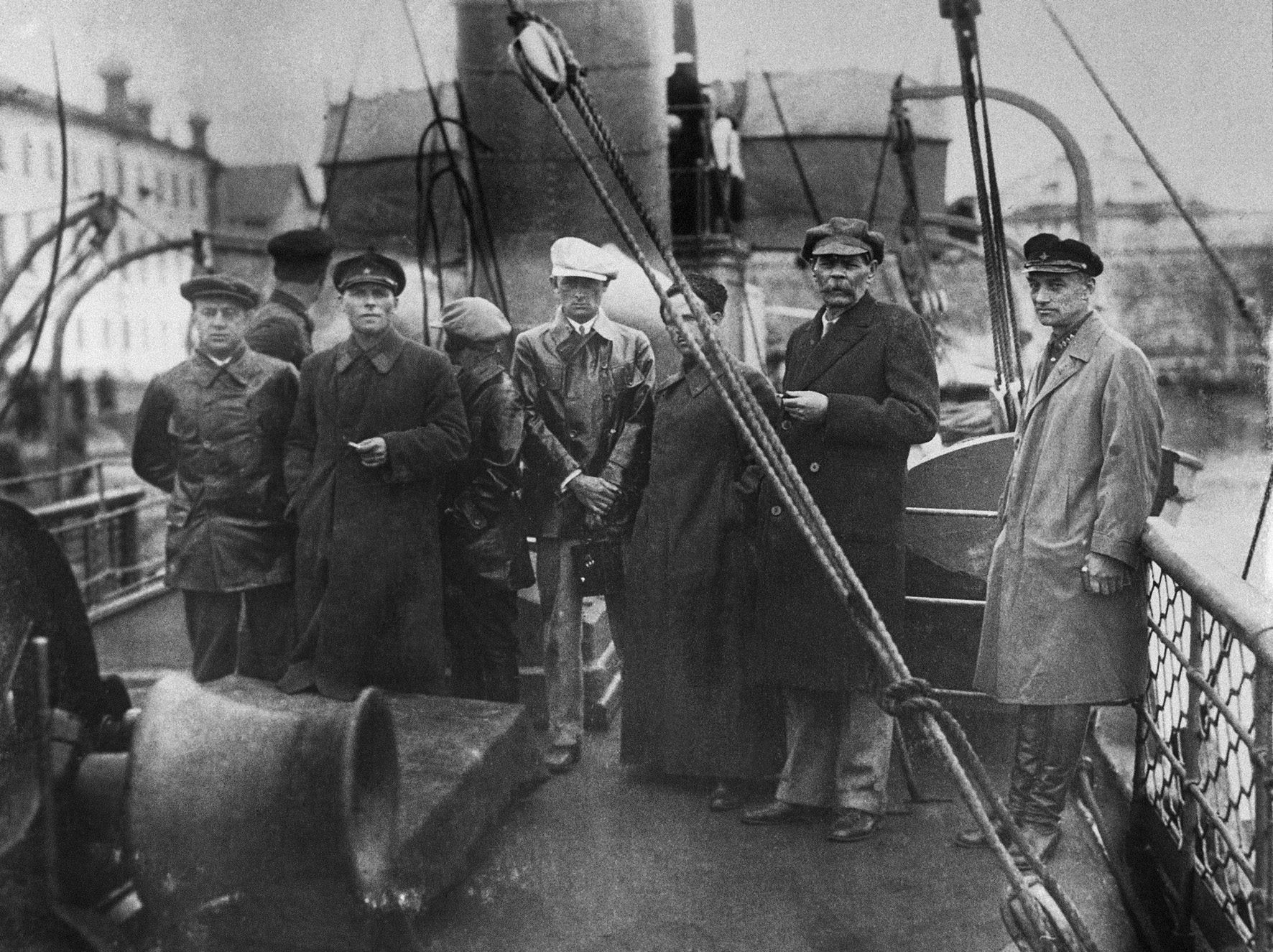
Gleb Boki (ganz rechts) zusammen mit dem Schriftsteller Maxim Gorki (2. v. rechts) und dem Kommandanten des „Solowezker Lagers zur besonderen Verwendung“ Alexander Nogtew (3. v. links) an Deck des Dampfers „Gleb Boki“ (zwischen dem 20. Juni und dem 23. Juni 1929)

Vom 28. Januar 1921 bis zum 25. Dezember 1936 leitete Boki die Spezialchiffrierabteilung der Vereinigten Staatlichen Politischen Verwaltung beim Rat der Volkskommissare der UdSSR (OGPU, seit 1934 Hauptverwaltung für Staatssicherheit (GUGB) des NKWD der UdSSR). Am 25. Dezember 1936 wurde die Spezialabteilung die 9. Abteilung der GUGB, deren Chef Boki blieb. Er gründete ein Laboratorium für die Entwicklung von Giften und Präparaten zur Beeinflussung des Bewusstseins von Verhafteten oder Beseitigung von Unerwünschten. Boki interessierte sich für Parapsychologie. In seiner Abteilung stellte er den Okkultisten Alexander Wassiljewitsch Bartschenko ein, mit dem er das Interesse am Buddhismus in Tibet und insbesondere am Königreich Shambhala als Ursprung der alten Kultur und Wissenschaft in den Bergen Tibets teilte. Das Dampfschiff des Solowezki-Klosters, das das Solowezki-Straflager versorgte und auf dem Boki das Lager besuchte, erhielt den Namen Gleb Boki.
Boki wurde am 16. Mai 1937 im Dienst auf mündlichen Befehl Nikolai Iwanowitsch Jeschows verhaftet. Das Militärkollegium des Obersten Gerichtshofs der UdSSR verurteilte Boki wegen Verrats und konterrevolutionärer Aktivitäten zur Höchststrafe. Am 15. November 1937 wurde er erschossen. Er wurde auf dem Moskauer Donskoi-Friedhof begraben. Am 27. Juni 1956 wurde Boki vom Militärkollegium des Obersten Gericht der UdSSR rehabilitiert.
Bokis Tochter Oxana aus erster Ehe heiratete Lew Emmanuilowitsch Rasgon, wurde Opfer der Stalinschen Säuberungen und starb im Gulag.
Bokis Bruder war der Montanwissenschaftler Boris Iwanowitsch Boki.

## Ehrungen
- Rotbannerorden (1923)[2]
- Ehrenarbeiter der Tscheka und OGPU (1932)[2]